# Teissières-lès-Bouliès
Teissières-lès-Bouliès es una población y comuna francesa, situada en la región de Auvernia, departamento de Cantal, en el distrito de Aurillac y cantón de Arpajon-sur-Cère.

## Demografía
| 418 | 365 | 369 | 338 | 319 | 268 |
| Para los censos de 1962 a 1999 la población legal corresponde a la población sin duplicidades (Fuente: INSEE [Consultar]) |     |     |     |     |     |